# Ecotecnología

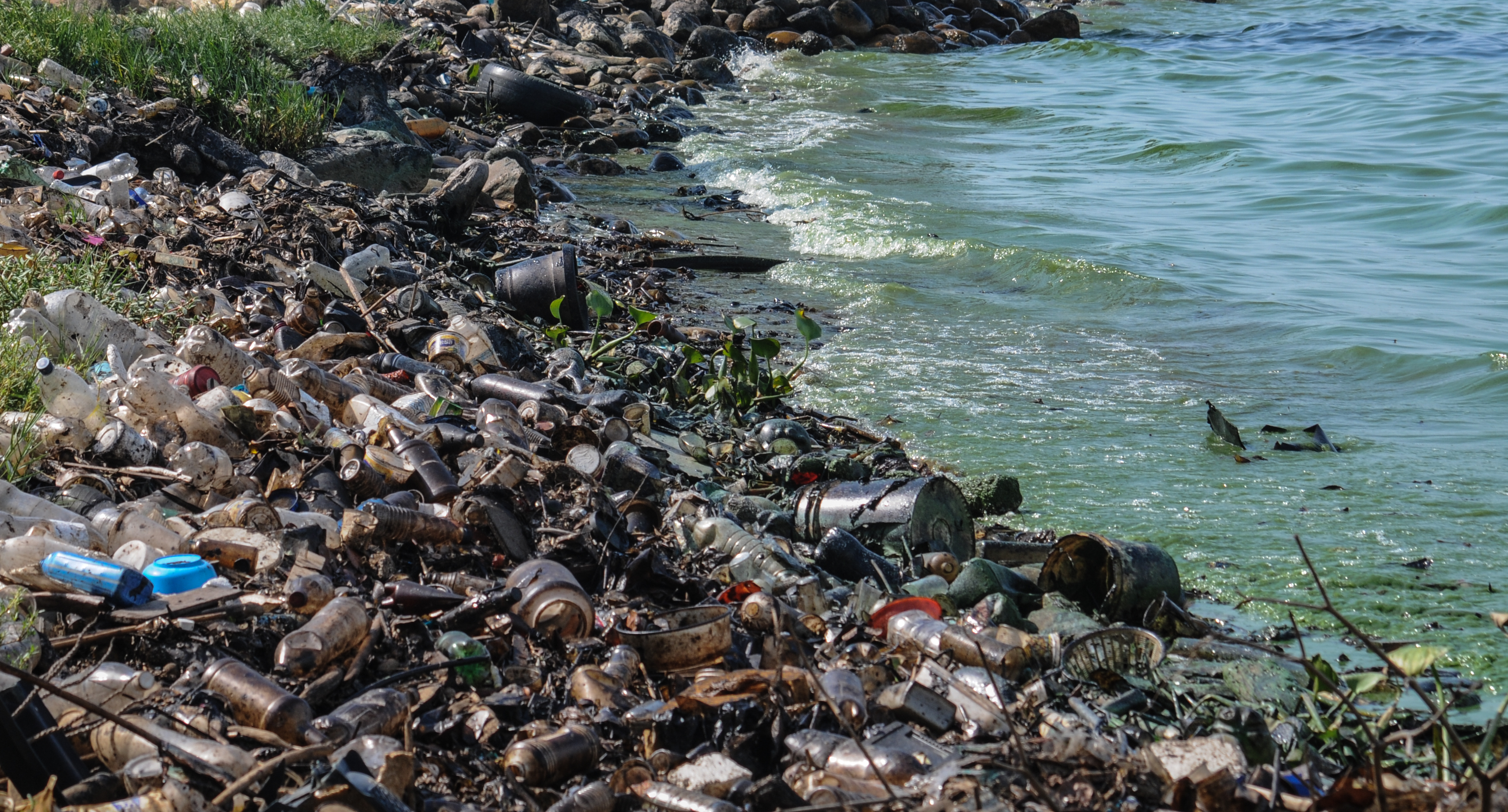
Contaminación en las costas

Ecotecnología es un conjunto de técnicas aplicadas, y garantizan el uso de los recursos naturales de manera limpia, derivadas de algunas ciencias, que integra los campos de estudio de la  ecología y la tecnología, usando los principios de la ecología permacultura. Su objetivo es satisfacer las necesidades humanas minimizando el impacto ambiental, a través del conocimiento de las estructuras y procesos de los ecosistemas y la sociedad. Se considera ecotecnología a todas las formas de ingeniería ecológica que reducen el daño a los ecosistemas, adopta fundamentos permaculturales, holísticos y de desarrollo sostenible, además de contar con una orientación precautoria de minimización de impacto, en sus procesos y operación, reduciendo la huella ambiental.
La ecotecnología consiste en utilizar los avances de la tecnología para conseguir mejorar el medio ambiente, mediante una menor contaminación y una mayor sostenibilidad. Todo ello puede implicar en el futuro importantes avances, para frenar el deterioro de la capa de ozono y evitar que el cambio climático sea tan brusco y acelerado.

## Ecotécnicas
La práctica de la ecotecnología son las ecotécnicas. Estas son herramientas tecnológicas que ofrecen ventajas ambientales sobre sus contrapartes tradicionales. Dentro de las ecotécnicas se encuentran: la bioconstrucción, captación pluvial, el aprovechamiento directo de la energía solar de las casas, con los paneles solares y mareomotrices, los biofiltros (viveros flotantes, biofiltro jardinera, etc.), elementos ahorradores de agua, cuartos de colores y los baños secos, biodigestores, naturación urbana, estufas ahorradoras, productos naturales y los vehículos de propulsión humana.
En el área de la producción agrícola, la composta, la agricultura natural propuesta por Masanobu Fukuoka, los principios de Permacultura propuestos por Bill Mollison y David Holmgren, se traducen a técnicas productivas de la ecotecnología.
La generación eléctrica supone un enorme reto para la ecotecnología. Un panel solar ofrece la ventaja considerable de no requerir insumos, el sistema de carga, formado por baterías, supone la contraparte ambiental negativa a considerar. Por otro lado, la energía eólica puede ser aprovechada por medio de aerogeneradores. Históricamente, se ha considerado como una fuente limpia de energía, sin embargo, en décadas recientes, se ha comprobado que, los aerogeneradores, pueden ser causantes de mortandad entre la avifauna del lugar; rompiendo así con sus principio de respeto a la biodiversidad. Las presas hidroeléctricas también suponen un gran impacto al medio ambiente.
- Datos: Q3738646